# Liste der Brunnenanlagen im Berliner Bezirk Treptow-Köpenick

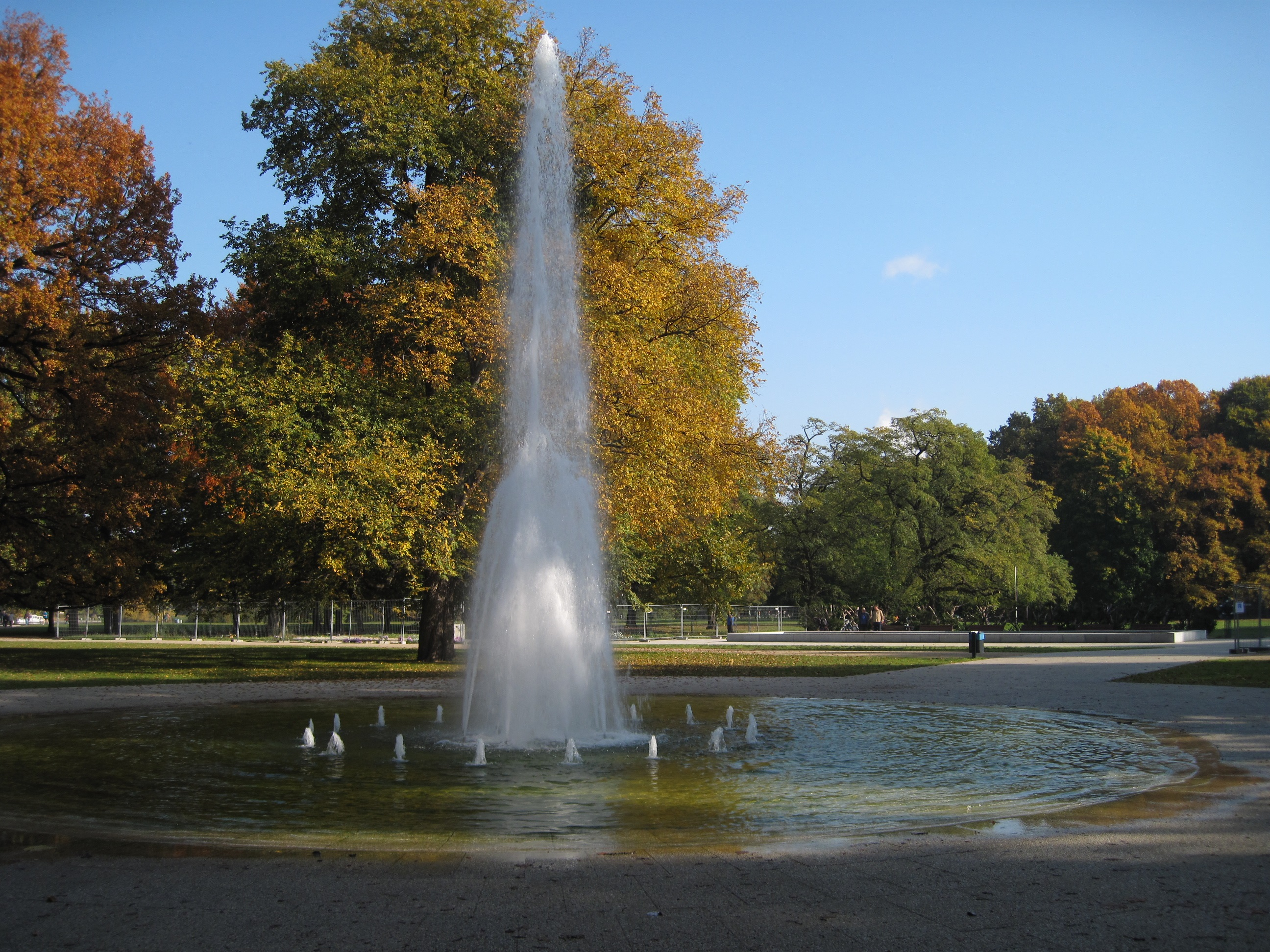
Wasserfontänen Rosengarten im Treptower Park

Die Liste der Brunnenanlagen im Berliner Bezirk Treptow-Köpenick ist eine detaillierte Übersicht der Brunnenanlagen im öffentlichen Raum des Bezirks Treptow-Köpenick. Aufgenommen sind auch Brunnen, die außer Betrieb oder nicht mehr vorhanden sind, jedoch keine einfachen Handpumpen.
Die Auflistung enthält 16 Objekte und basiert auf der Internetdarstellung der Senatsverwaltung für Stadtentwicklung und Wohnen über die öffentlichen Brunnen in Treptow-Köpenick (hier werden 15 Anlagen aufgelistet, Stand: August 2018), und auf weiteren Quellen.

## Überblick
In Treptow-Köpenick beleben 15 Schmuckbrunnen die öffentlichen Plätze und Grünanlagen. Laut Darstellung des Senats gibt es in Berlin insgesamt über 270 funktionierende Schmuckbrunnen und Seefontänen, deren Wartung ab 2017 schrittweise von den Berliner Wasserbetrieben übernommen wurde.
Zur Instandhaltung der Brunnen, für Reparaturen und für Betriebskosten (bauliche Unterhaltung, Instandhaltung und Bewirtschaftung) stellt der Bezirk pro Jahr eine Summe von zusammen 250.000 Euro bereit (Wertangabe stammt aus dem Jahr 2024).

## Liste der Brunnen
Die sortierbare Zusammenstellung ist nach Ortsteilen und darunter nach Straßen alphabetisch (vor)geordnet.

### Aktuell Vorhandene
Legende:
- OT: Ortsteil, dabei bedeutet

Ag = Altglienicke, Ah = Adlershof, AT = Alt-Treptow, Bd = Bohnsdorf, Bw = Baumschulenweg, Fh = Friedrichshagen, Gr = Grünau, Jt = Johannisthal, Kö = Köpenick, Mh = Müggelheim, Nw = Niederschöneweide, Ow = Oberschöneweide, Pw = Plänterwald, Rd = Rahnsdorf, Sw = Schmöckwitz
- Name (kursiv): Bezeichnung des Brunnens, wie vom Künstler vorgenommen
- Adresse: am nächsten gelegene(s) Straße/Gebäude und Lage: Geokoordinaten
- Jahr: wann aufgestellt
- Künstler
- Kurzdarstellung mit Bild

| OT | Name                                                | Adresse und Lage                                   | Jahr         | Künstler                  | Kurzdarstellung mit Bild |
| -- | --------------------------------------------------- | -------------------------------------------------- | ------------ | ------------------------- | --- |
| Ag | Wasservorhang Altglienicke                          | Siriusstraße / Schönfelder Chaussee Lage           | 1996         | Bernd Krüger              | Eine abgestufte, durchbrochene Betonwand und ein Geländer aus Edelstahlrohr begrenzen das Brunnenbecken an einer Längsseite. An den übrigen Beckenrändern sind ebenfalls in lockerer Anordnung Edelstahlrohrgeländer und Sitzbänke mit Holzverkleidung aufgestellt. Den eigentlichen Blickfang dieser Brunnenanlage stellen jedoch die beiden "Wasservorhänge" dar – zwei über Eck ins Wasser gestellte unterschiedlich breite, aber gleich hohe Rahmen aus Edelstahlrohr. An deren oberen Rändern tröpfelt aus 34 bzw. 48 Düsen in dünnen Strahlen Wasser und bildet zusammen mit den Umgrenzungen zwei transparent wirkende Flächen, bei Sonnenschein glitzernden Vorhängen ähnlich. |
| Ag | Kugelbrunnen Altglienicke                           | Grünanlage Venusstraße Lage                        | 2000         | unbekannt                 | Eine große Kugel aus geschliffenem Granit lagert zwischen vier senkrecht aufgestellten grob beschlagenen Granitstützen. Durch den Wasserdruck der unter der Kugel liegenden Wasserleitung wird die Kugel leicht gehoben und rotiert auf dem Wasserfilm. Ein angrenzendes Geröllbeet und rundum aufgestellte Sitzbänke unter Pergolen vervollkommnen harmonisch die Gesamterscheinung des mit Kleinsteinpflaster gestalteten Platzes. |
| Ah | Kleine Elefanten                                    | Arndtplatz Lage                                    | 1995         | Achim Kühn                | Ein moderner und nicht alltäglicher Brunnen ziert die zum Ausruhen einladende Mittelinsel des Arndtplatzes. Die gepflegte Grünanlage des Kreisverkehrsplatzes liegt in einem ruhigen Wohngebiet. Der Künstler wollte in diese Beschaulichkeit eine fantasievolle Brunnenskulptur stellen und die Intimität unterstreichen. Innerhalb einer gepflasterten Mulde stehen sich zwei abstrakt geformte Elefanten gegenüber. Wenn aus ihren überlangen "Rüsseln", die ringförmig um die Körper geschlungen sind, das Wasser empor sprudelt, erfüllt ein leises Plätschern den Raum. |
| Ah | Tröpfelbrunnen, auch Marktbrunnen oder Löwenbrunnen | Marktplatz Dörpfeldstraße Lage                     | 1912         | Alfred Krause             | Seit 2024 nicht in Betrieb Auf einem rechteckigen Podest lagert ein schlichtes rechteckiges Brunnenbecken. Am Rande der hinteren Längsseite steht innerhalb des Beckens ein Pylon mit einem Löwenkopf als Wasserspeier. Aus dem Sockel des Pfeilerturmes ragen vier dekorativ gestaltete schmiedeeiserne Stäbe hervor, die über den vorderen Beckenrand gebogen sind und einen Rost bilden. Anstelle des Löwenkopfes war eigentlich ein Adler geplant, gegossene bronzene Löwenköpfe waren aber gerade günstig zu erwerben. Der Marktplatz wird seit einigen Jahren in größerem Maße umgestaltet, der denkmalgeschützte Brunnen bleibt erhalten, erhält aber zwei neue Wasserbecken in seiner Nachbarschaft. Laut Info des Berliner Senats sollen die Bauarbeiten noch im Mai 2025 abgeschlossen sein. |
| AT | Wolf und Kranich                                    | Treptower Park Lage                                | 1970         | Stefan Horota             | Eine bronzene Tierplastik in Form eines Wolfes und eines Kranichs – geschaffen in Anlehnung an die Fabel von Aesop "Der Wolf und der Kranich" – ruht auf einem Sockel aus rotem Klinker. Hilfe suchend sitzt der Wolf vor dem stehenden Kranich, und umfasst dessen Beine mit seinen Vorderpfoten. Aus dem Schnabel des Kranichs, der tief in den weit aufgerissenen Wolfsrachen hineinragt, fließt in dünnem Strahl Wasser. |
| AT | Galerie Blumenschau                                 | Treptower Park, Wasserseite Lage                   | 1969         | unbekannt                 | Vier schlichte quadratische Brunnenbecken sind im Abstand von acht Metern leicht bogenförmig nebeneinander angeordnet und harmonisch in ein langes Blumenbeet integriert. In jedem der Wasserbecken sprudelt eine kleine Mittelfontäne empor. Der ausreichend breite Beckenrand lädt zum Innehalten ein. |
| AT | Wasserfontänen Rosengarten                          | Treptower Park, Wasserseite Lage                   | 1969         | unbekannt                 | In der Mitte eines randlosen, muldenförmigen, ebenerdig zur Rasenfläche eingelassenen Brunnenbeckens ist eine etwa zehn Meter hohe Mittelfontäne installiert. Acht ca. halb so hohe und achtzehn weitere niedrige Fontänen sind konzentrisch um die hohe Fontäne gruppiert. Die bogenförmigen Wasserstrahlen sind zur Mitte gerichtet. Der Brunnen ist besonders bei kleinen Kindern sehr beliebt. Das flach zur Mitte hin abfallende Becken mit dem höchstens knietiefen Wasser wird bei sommerlichen Temperaturen gern als "Plansche" genutzt. |
| Bw | Wasserspeiertrio                                    | Baumschulenstraße 79 Lage                          | 1994         | Rüdiger Roehl             | Zwischen Straße und Gebäude gelegen, von Sitzbänken und Grünflächen umgeben, ragen aus einem Brunnenbecken drei abstrakt aus Metall modellierte und teilweise kolorierte Köpfe (Gesichter) aus dem flachen Wasser heraus – eines davon in aufrechter und zwei in liegender Position. Aus Mund und Ohren sprudelt Wasser. Der Boden des rechteckigen, an den Ecken abgerundeten Brunnenbeckens wurde aus Pflastersteinen hergestellt. Die Wasserfläche wird von bordsteinähnlichen Granitblöcken eingefasst. |
| Kö | Springbrunnen im Volkspark                          | Salvador-Allende-Straße / Pablo-Neruda-Straße Lage | 2003         | Atelier Prof. Loidl       | In die podestartig aus gelbem Klinker gefertigte Grundfläche wurden mehrere Sitzbänke, eine Fontänenanlage mit acht Sprudlern über einem Gitterrost und ein großes Brunnenbecken integriert. Im Brunnenbecken steht ein ca. 3,50 Meter hoher, ebenfalls in gelbem Klinker gemauerter Turm mit rechteckigem Grundriss, aus dem Wasser über die oberste Kante herab plätschert und sich an den vorstehenden Zwischenplatten bricht. |
| Kö | Waschfrau                                           | Müggelheimer Straße, Am Schlossgraben Lage         | 1982         | Karl-Günter Möpert        | Auf dem Rand eines gepflasterten sechseckigen, muldenförmigen Beckens ruht ein Brunnenstock mit einer nach vorn abfallenden Plinthe. Darauf hockt – zwischen den Knien vornüber gebeugt – eine rustikale Frauenfigur, die Wäsche wringt. Das "austretende Wasser" fällt zuerst über die Plinthe in einen vorgelagerten massiven, ebenfalls nach vorn abgeschrägten Trog, der auf einem sechseckigen Sockel lagert, bevor es von dort über eine Rinne weiter in die Mulde abfließt. |
| Kö | Brunnen mit Holzskulpturen                          | Alfred-Randt-Straße, Allende-Viertel II Lage       | 1985         | Ernst Löber, Leni Schamal | Etwas versteckt – am Rande der Hochhausbebauung – findet man eine grüne Oase zur Entspannung. Direkt neben einem Kiefernwäldchen und einer kleinen Waldschenke wurde ein sechseckiges Brunnenbecken gestaltet, in dem drei aus Baumstämmen gefertigte, unterschiedlich arrangierte, abstrakte Holzskulpturen stehen. Sie sind an Metallrohren befestigt und um drei niedrige Sprudelfontänen in der Mitte des Beckens gruppiert. In den sechs Ecken am Beckenrand runden sehr kleine Fontänen das Bild ab. |
| Mh | 3 Brunnen (roter, gelber und grauer Kalkstein)      | Friedhof Müggelheim, Gosener Landstraße 1 Lage     | 1957         | Architekt Köster          | In der 1956/1957 entstandenen denkmalgeschützten Friedhofsanlage befinden sich drei Brunnen – ein trapezförmiger aus rotem, ein runder aus gelbem und ein sechseckiger aus grauem Kalkstein. Ursprünglich lief bei allen drei Anlagen das Wasser ganztägig in feinen Strahlen aus Düsen in die Becken. Die dabei anfallenden hohen Betriebskosten machten deshalb schon vor Jahren die Abschaltung der Wasserzufuhr erforderlich. Nur durch umfangreiche Sanierung der Becken und Umrüstung der Brunnen zu Schöpfanlagen – wie sonst auf Friedhöfen üblich – könnte eine Wiederinbetriebnahme sinnvoll werden. |
| Ow | FEZ-Brunnen                                         | FEZ-Berlin Lage                                    | 4. Okt. 1979 | Günter Stahn              | Vor dem Eingang zum FEZ inmitten eines Planschbeckens (ca. 30 m Durchmesser) steht auf einer runden Brunnenschale die Brunnenblume mit den 480 großen und kleinen Edelstahl-Blättern. Auf der Blume erhebt sich eine Fontäne, von der das Wasser über die Brunnenschale in das Planschbecken läuft. Nach vielen Schäden wurde der Brunnen 2013 stillgelegt und nach sechs Jahren Stillstand am 18. September 2019 wieder in Betrieb genommen. Rund die Hälfte der Sanierungskosten von 100.000 Euro hatten Spender bei einer Crowdfunding-Kampagne aufgebracht. |
| Pw | Schalenbrunnen                                      | S-Bahnhof Plänterwald Lage                         | 1969         | unbekannt                 | Im Zentrum eines quadratischen Brunnenbeckens tragen vier Metallrohre von unterschiedlicher Höhe je eine strukturierte Metallschale mit unterschiedlichem Durchmesser. In jeder Metallschale sprudelt eine sehr flache pilzförmige Fontäne, während das Wasser über den durchbrochenen Rand in das Becken fällt – Blumen ähnlich, an denen das Regenwasser herab läuft. Im Jahr 2009 wurde die Brunnenanlage durch die Errichtung einer Einfriedung geschützt. |
| Pw | Fischerbrunnen am Rathaus Treptow                   | Neue Krugallee Lage                                | 1925         | Reinhold Felderhoff       | Vor dem Rundbogen an der Stirnseite eines sonst rechteckigen Bassins steht eine überlebensgroße männliche Aktfigur auf einem Granitsockel. Leicht nach vorn gebeugt, zieht der athletisch gebaute Fischer ein Netz empor. Im vorgelagerten Wasserbecken ist eine mehrstrahlige Fontäne installiert. |

### Nicht mehr vorhandener Brunnen
| OT | Name                            | Adresse / Lage                   | Jahr | Künstler  | Kurzdarstellung mit Bild |
| -- | ------------------------------- | -------------------------------- | ---- | --------- | --- |
| Ag | Wasserüberlaufbecken / Kaskaden | Grünanlage Ortolfstraße 200 Lage | 2000 | unbekannt | Die Brunnenanlage ist stillgelegt (Stand 2018). – Im Januar 2020 fanden drei Workshops mit Anwohnern des Kosmosviertels statt, die zu einer totalen Neugestaltung des Grünzugs führen sollen. Ob es dabei auch um die Wiederinbetriebnahme der Kaskaden ging oder gehen wird, ist abzuwarten. Nach einer noch fertigzustellenden Planung durch ein Landschaftsarchitekturbüro sollen die Arbeiten im Jahr 2023 abgeschlossen werden[veraltet]. |

## Die Trinkbrunnen der Wasserbetriebe

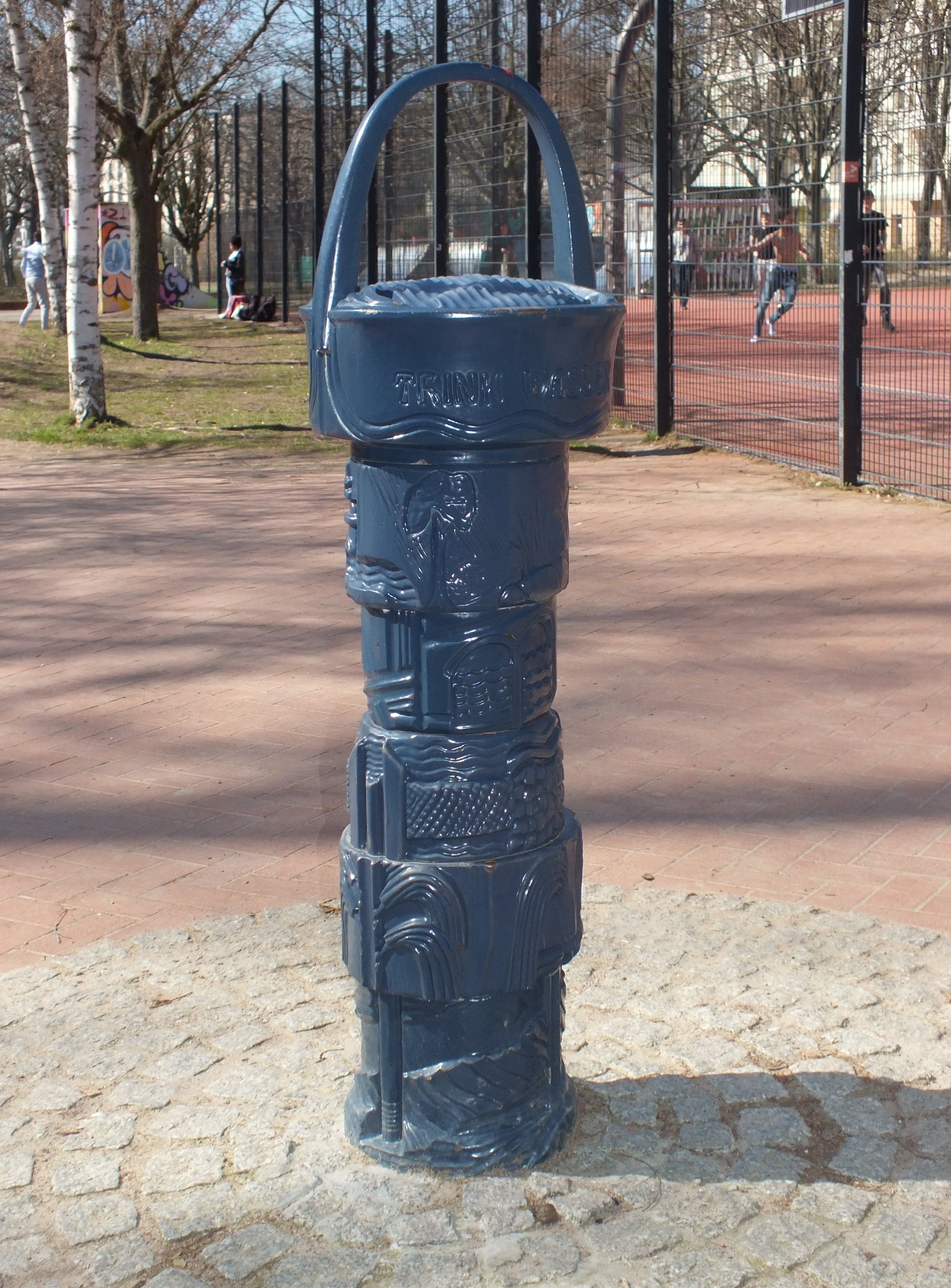
Die doppeldeutige Aufschrift „Trink Wasser“
(Brunnen im Volkspark Friedrichshain), im März 2017 noch abgedeckt

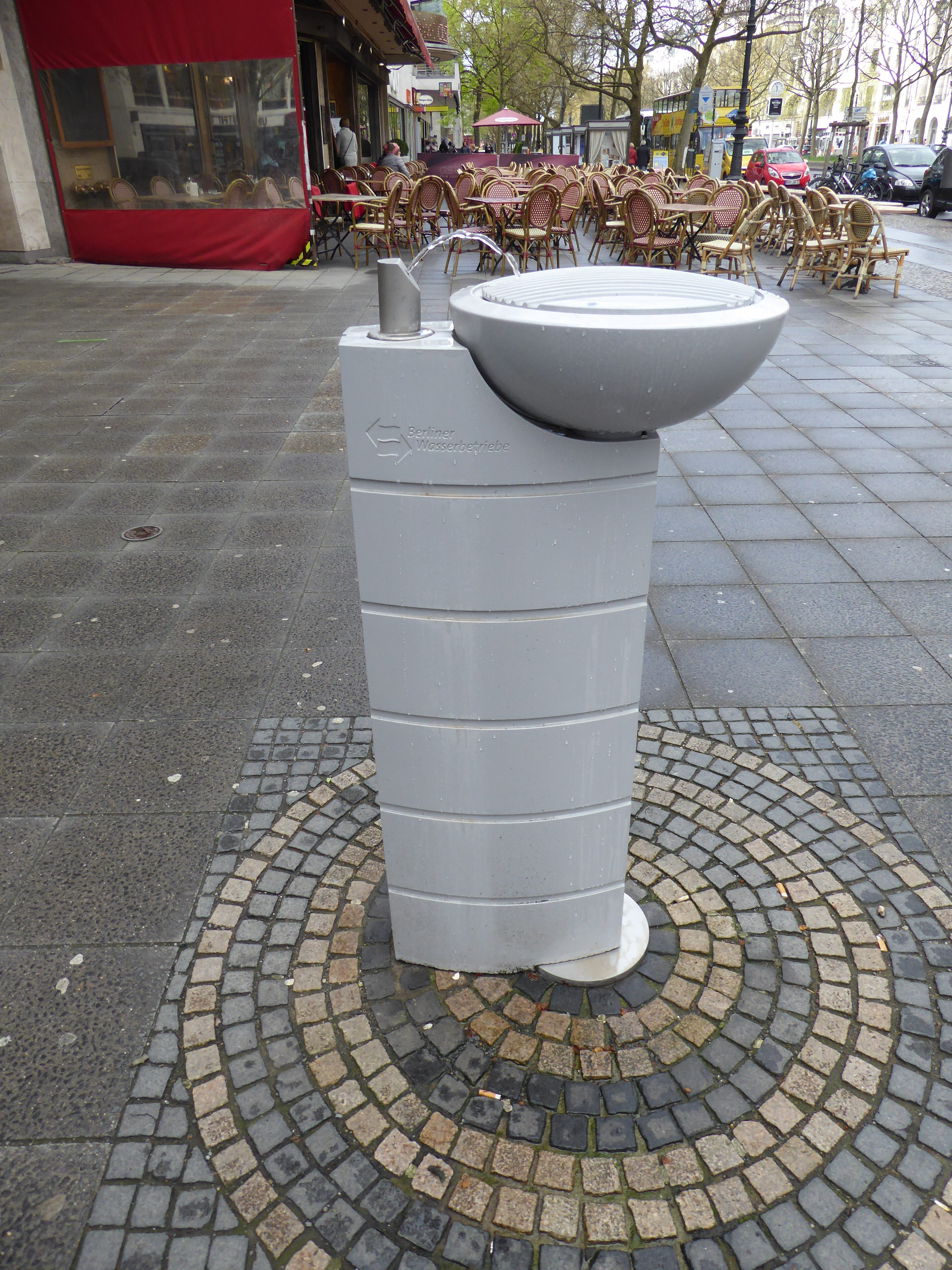
Charlottenburg Kurfürstendamm 225 Trinkbrunnen Typ 2

Der städtische Versorger, die Berliner Wasserbetriebe, hat zwei Arten von Trinkbrunnen entwickelt und diese im gesamten Berliner Stadtgebiet auf öffentlichen Plätzen, bevorzugt an stark frequentierten Stellen, aufgestellt. Ende 2016 zeigte eine Karte 32 Aufstellorte. Die kostenlose und berührungslose Erfrischung direkt aus der Wasserleitung wird von Spaziergängern, Einkaufenden und Touristen gern genutzt. Im Ablaufbereich finden sogar Hunde eine Erquickung. Die auf den Straßen und Plätzen installierten Brunnen werden wegen der Frostgefahr nur zwischen Mai und Oktober betrieben.
Typ 1: Die kleinen aus Bronze gegossenen ein Meter hohen Säulen mit etwa 40 Zentimeter Durchmesser zeigen in ihrem unteren Teil fünf übereinander angeordnete Reliefs zu Themen der Berliner Stadtgeschichte. Die Entwürfe stammen vom Designer Siegfried Kaiser, erste Modelle entstanden im Jahr 1985. Die Wasserschale ist wie ein abgestelltes Körbchen geformt und mit einem Gitter bedeckt. Aus einer Messingkugel an der Seite steigt permanent ein kleiner Wasserstrahl auf. Durch technische Maßnahmen im Inneren der Säule wird beste Trinkwasserqualität garantiert.
Typ 2: Die aus Aluminium gegossenen und 105 Zentimeter hohen Säulen sind durch Quermarkierungen optisch in fünf gleich hohe Segmente untergliedert und besitzen einen leicht ovalen Querschnitt, der Entwurf stammt vom Berliner Designer Marcus Botsch. An einer Seite des oberen Randes ist eine flache Schale mit 50 Zentimeter Durchmesser eingearbeitet, aus deren Mitte ebenfalls stetig ein feiner Wasserstrahl aufsteigt. Dieser Typ, auch als Berliner Trinkbrunnen bezeichnet, besitzt keine Ornamente, wirkt aber äußerst elegant und eignet sich auch für die Aufstellung in Innenbereichen größerer Unternehmen.